# 鷲見誠一
鷲見 誠一（すみ せいいち、1939年2月15日 - ）は、日本の政治学者。慶應義塾大学名誉教授。専門は、中世ヨーロッパ思想史。東京都生まれ。
14世紀イタリアのスコラ派に属する神学者・哲学者、パドアのマルシリウス（マルシリウス・パドゥア）の研究で知られる。

## 略歴

### 学歴
- 都立戸山高校卒業
- 1962年　慶應義塾大学法学部政治学科卒業
- 1964年　慶應義塾大学大学院法学研究科修士課程修了
- 1967年　慶應義塾大学大学院法学研究科博士課程単位取得退学

### 職歴
- 1962年　慶應義塾大学法学部助手
- 1967年　慶應義塾大学法学部専任講師
- 1970年　慶應義塾大学法学部助教授
- 1971年　コーネル大学歴史学部訪問研究員（-1973年）
- 1978年　慶應義塾大学法学部教授
- 1987年　ケンブリッジ大学ゴンヴィル・アンド・キーズ・カレッジ訪問研究員（-1988年）
- 1996年　慶應義塾大学言語文化研究所所長（-2002年）
- 2004年　慶應義塾大学退職、同名誉教授

## 著書

### 単著
- 『ヨーロッパ文化の原型――政治思想の視点より』（南窓社, 1996年）
  - 『中世政治思想講義――ヨーロッパ文化の原型』（ちくま学芸文庫, 2024年）
- 『人権の政治思想――デモクラシーの再確認』（明石書店, 2009年）

### 共著
- （佐々木毅・杉田敦）『西洋政治思想史』（北樹出版, 1995年）

### 編著
- 『現代意識の諸相――学問・芸術からの照射』（慶應義塾大学出版会, 1999年）
- 『転換期の政治思想――20世紀からの問い』（創文社, 2002年）

### 共編著
- （有賀弘・内山秀夫・藤原保信・田中治男）『政治思想史の基礎知識――西欧政治思想の源流を探る』（有斐閣, 1977年）
- （蔭山宏）『近代国家の再検討』（慶應義塾大学出版会, 1998年）
- （千葉眞）『ヨーロッパにおける政治思想史と精神史の交叉――過去を省み、未来へ進む』（慶應義塾大学出版会, 2008年）

### 訳書
- ジョセフ・ストレイヤー『近代国家の起源』（岩波書店[岩波新書], 1975年）
- マルセル・パコー『テオクラシー』（創文社, 1985年）
- ブライアン・ティアニー『立憲思想――始原と展開、1150-1650』（慶應通信, 1986年）
- R・W・デイヴィス編『西洋における近代的自由の起源』（慶應義塾大学出版会, 田上雅徳との共訳, 2007年）